# Creeping Death
Creeping Death (engl. für: „Schleichender Tod“) ist ein Lied der US-amerikanischen Metal-Band Metallica. Es ist der siebte Song auf ihrem zweiten Studioalbum Ride the Lightning aus dem Jahre 1984 und wurde im gleichen Jahr als 12"-Single veröffentlicht.

## Entstehung
Die Inspiration für dieses Lied holte sich die Band, als die Musiker gemeinsam den Spielfilm Die zehn Gebote aus dem Jahre 1956 sahen. Während einer Szene sagte der Bassist Cliff Burton „Wow, it’s like creeping death“! („Wow, das ist wie der schleichende Tod!“). Den Musikern gefielen die Worte „Creeping Death“, so dass sie ein Lied mit diesen Worten als Titel schrieben.
Ursprünglich wurde der Mittelteil des Songs („Die, by my Hand I creep across the land...“) von Kirk Hammetts ehemaliger Band Exodus geschrieben und hatte den Titel Die by His Hands. Es wurde auf einem Demo aufgenommen, aber nicht auf einem Album von Exodus verwendet. Metallicas Version wurde in den Sweet Silence Studios in der dänischen Hauptstadt Kopenhagen aufgenommen. 

## Inhalt
Das Lied handelt von den Zehn Plagen, die laut dem Zweiten Buch Mose im 13. Jahrhundert v. Chr. das Land Ägypten heimsuchten. Der Titel des Songs bezeichnet die zehnte Plage, in der der Tod jedes erstgeborenen Sohnes angeordnet wird. Im Text des Liedes werden die erste und die neunte Plage explizit erwähnt. Die erste Plage verwandelte das Wasser des Nil in Blut (2 Mos 7,20 ). Die neunte Plage brachte drei Tage Dunkelheit (2 Mos 10,21 ).

## Rezeption
Stefan Lang vom Onlinemagazin Powermetal.de bezeichnete Creeping Death als einen der Metallica-Songs überhaupt und lobte den Text, da es nicht viele Bands gebe, die Geschichten aus der Bibel so gut klingen lassen. Die Zeitschrift Guitar World wählte Creeping Death zum besten Song von Metallica.

## Live-Darbietungen
Creeping Death ist eines von sieben Liedern, die Metallica bei nachweislich mehr als 1000 Konzerten gespielt haben. Lediglich der Song Master of Puppets wurde häufiger als Creeping Death gespielt. Bei drei Konzerten im Juli 2000 wurde wegen einer Verletzung des Sängers James Hetfield der Gesang vom Bassisten Jason Newsted übernommen. Die Rhythmusgitarre wurde von Kenny Tudrick von der Liveband des Sängers Kid Rock übernommen. Am 6. Juni 2004 sprang Joey Jordison von der Band Slipknot für den erkrankten Schlagzeuger Lars Ulrich ein.

## Auszeichnungen für Musikverkäufe
| Land/Region                  | Auszeichnungen für Musikverkäufe (Land/Region, Auszeichnung, Verkäufe) | Verkäufe |
| ---------------------------- | ---------------------------------------------------------------------- | -------- |
| Australien (ARIA)            | Gold                                                                   | 35.000   |
| Vereinigte Staaten (RIAA)    | Gold                                                                   | 500.000  |
| Vereinigtes Königreich (BPI) | Silber                                                                 | 250.000  |
| Insgesamt                    | 1× Silber · 2× Gold ·                                                  | 785.000  |

Hauptartikel: Metallica/Auszeichnungen für Musikverkäufe

## Coverversionen
- 1996: Physical Attraction
- 1996: Apocalyptica
- 2004: Dark Angel
- 2007: Bullet for My Valentine
- 2012: Donots
- 2015: Stone Sour[6]
- 2021: Melanie Mau & Martin Schnella